# Natura 2000-område nr. 120 Skove og søer syd for Brahetrolleborg
Natura 2000-område nr.   120 Skove og søer syd for Brahetrolleborg ligger på den sydvestlige del af Fyn, nordøst for Fåborg   og har et areal på  2.575 hektar som er privatejet. Området ligger i  Faaborg-Midtfyn og Svendborg Kommuner.

## Områdebeskrivelse
Området er en del af det centralfynske dødislandskab  og består af  godset Brahetrolleborgs udstrakte skove, der  drives intensivt med en stor del nåleskov. Markant i området er de to store søer Brændegård Sø og Nørresø. Nordvest for Brændegård Sø ligger Nybo Mose, der er den ene af Fyns i alt 2 aktive højmoser. Der
findes mange mindre søer og vandløb, bl.a. Silke Å  der løbere i den vestlige del af området, samt  enkelte kalkoverdrev og rigkær.
Området har et  rigt fugleliv med bl.a. ynglende skarv, havørn, hvepsevåge og fjordterne.
Skarvkolonien i Brændegård Sø/Nørresø har været en af Nordeuropas største. Brændegård Sø er en vigtig rasteplads for skeand.
Natura 2000-området består af Habitatområde  nr. H 104 og
Fuglebeskyttelsesområde nr. F 74
ligger i    Nyborg Kommune i Vandområdedistrikt Jylland og Fyn det meste  hovedvandopland Vandplan 1.13 Odense Fjord og lille del mod syd i  Vandplan 1.15 Det Sydfynske Øhav 

## Naturfredning
Søerne Brændegård Sø og Nørresø og deres omgivelser, i alt 532 hektar blev   fredet fredet i 1986 

## Eksterne kilder og henvisninger
1. ↑  "Vandplan 1.13 Odense Fjord" (PDF). Arkiveret fra originalen (PDF) 31. oktober 2017. Hentet 4. juni 2018.
2. ↑  "Vandplan 1.15 Det Sydfynske Øhav" (PDF). Arkiveret fra originalen (PDF) 20. maj 2018. Hentet 4. juni 2018.
3. ↑  Om fredningen på fredninger.dk

- Kort over området på miljoegis.mim.dk
- Naturplanen Arkiveret 3. marts 2021 hos  Wayback Machine
- Basisanalysen 2016-21 Arkiveret 22. april 2021 hos  Wayback Machine